# Chillicothe (Illinois)
Chillicothe és una població dels Estats Units a l'estat d'Illinois. Segons el cens del 2000 tenia 5.996 habitants.

## Demografia
Segons el cens del 2000, Chillicothe tenia 5.996 habitants, 2.429 habitatges, i 1.649 famílies. La densitat de població era de 468,6 habitants/km².
Dels 2.429 habitatges en un 31% hi vivien nens de menys de 18 anys, en un 54,5% hi vivien parelles casades, en un 10,1% dones solteres, i en un 32,1% no eren unitats familiars. En el 28% dels habitatges hi vivien persones soles el 13% de les quals corresponia a persones de 65 anys o més que vivien soles. El nombre mitjà de persones vivint en cada habitatge era de 2,42 i el nombre mitjà de persones que vivien en cada família era de 2,96.
Per edats la població es repartia de la següent manera: un 24,7% tenia menys de 18 anys, un 8,1% entre 18 i 24, un 27,2% entre 25 i 44, un 22,6% de 45 a 60 i un 17,4% 65 anys o més.
L'edat mediana era de 38 anys. Per cada 100 dones de 18 o més anys hi havia 85,9 homes.
La renda mediana per habitatge era de 40.697 $ i la renda mediana per família de 50.981 $. Els homes tenien una renda mediana de 42.430 $ mentre que les dones 23.295 $. La renda per capita de la població era de 22.118 $. Aproximadament el 5,1% de les famílies i el 6,2% de la població estaven per davall del llindar de pobresa.

## Poblacions més properes
El següent diagrama mostra les poblacions més properes.